# Jesi
Jesi – miejscowość i gmina we Włoszech, w regionie Marche, w prowincji Ankona. Według danych na styczeń 2010 gminę zamieszkiwało 40 399 osób przy gęstości zaludnienia 375 os./km². Urodził się tu cesarz rzymski Fryderyk II Hohenstauf oraz kompozytor Giovanni Battista Pergolesi.

## Miasta partnerskie
- Waiblingen, Niemcy
- Mayenne, Francja
- Gałacz, Rumunia
- Devizes, Wielka Brytania